# Орбіта (Вітове)
Орбіта — колишній населений пункт у Черкаській області. Входить до Чигиринської міської територіальної громади як частина села Вітового під назвою «вулиця Орбіта».
Більшість будівель району — дев'ятиповерхові будинки, але заселені лише дві п'ятиповерхівки.
Місто планувалося для працівників недобудованої Чигиринської АЕС, з орієнтовним населенням 20 тисяч (для цього мали побудувати додаткові будинки, магазини, школи, дитячі садки).

## Назва
Назва селища походить від назви електричної підстанції, яка існувала поблизу до його будівництва. 

## Історія
1970 року розпочалося будівництво паро-газової електростанції, яку пізніше було вирішено замінити на Чигиринську АЕС, а також міста енергетиків на 20 тис. осіб поруч із нею. У 1980-х проєкт заморозили, а після аварії на Чорнобильській АЕС — закрили.
«Будуть тут і свої школи і палац культури, торговий центр, кінотеатр, лікарня та відмінна служба побуту, і палац піонерів і, зрозуміло, чудовий пляж… І вже 1975 р. Чигиринська ГРЕС дасть струм…» — Газета «Правда України» 20 січня 1972 року.
На той час у місті проживало 60 сімей.
У 2000-х роках єдина теплотраса в місті припинила опалювати будинки.
Станом на 2024 рік більшість споруд у місті перебувають в аварійному стані. Лише кілька будинків мають газове постачання, працює одна крамниця. Населення складає близько 160 мешканців. У селищі проблеми з питною водою.
У січні 2023 року українське міністерство затвердило план завершення будівництва Чигиринської АЕС та реконструкції існуючих будинків. Будівництво почнеться між 2032 і 2040 роками.

## Світлини

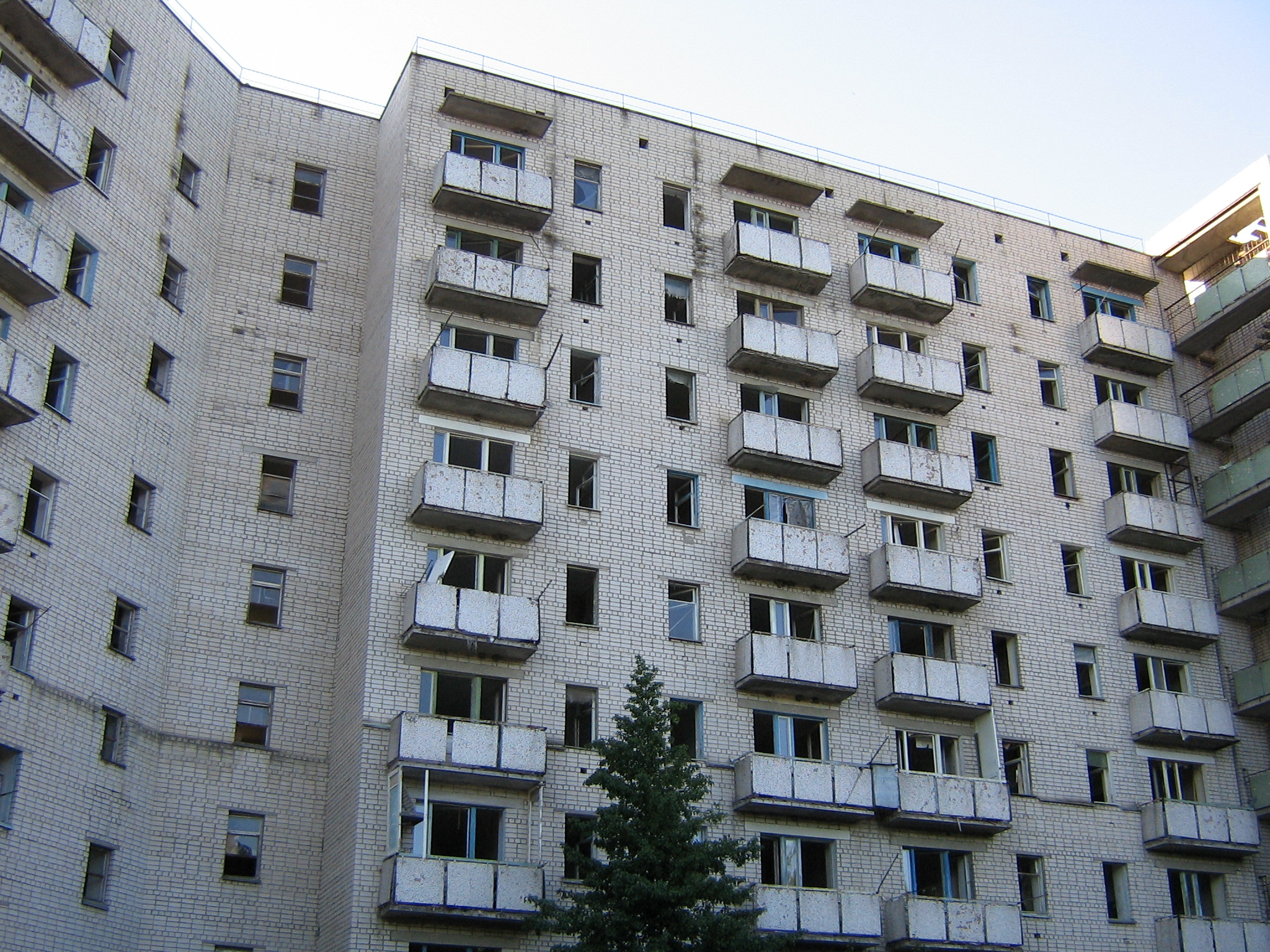
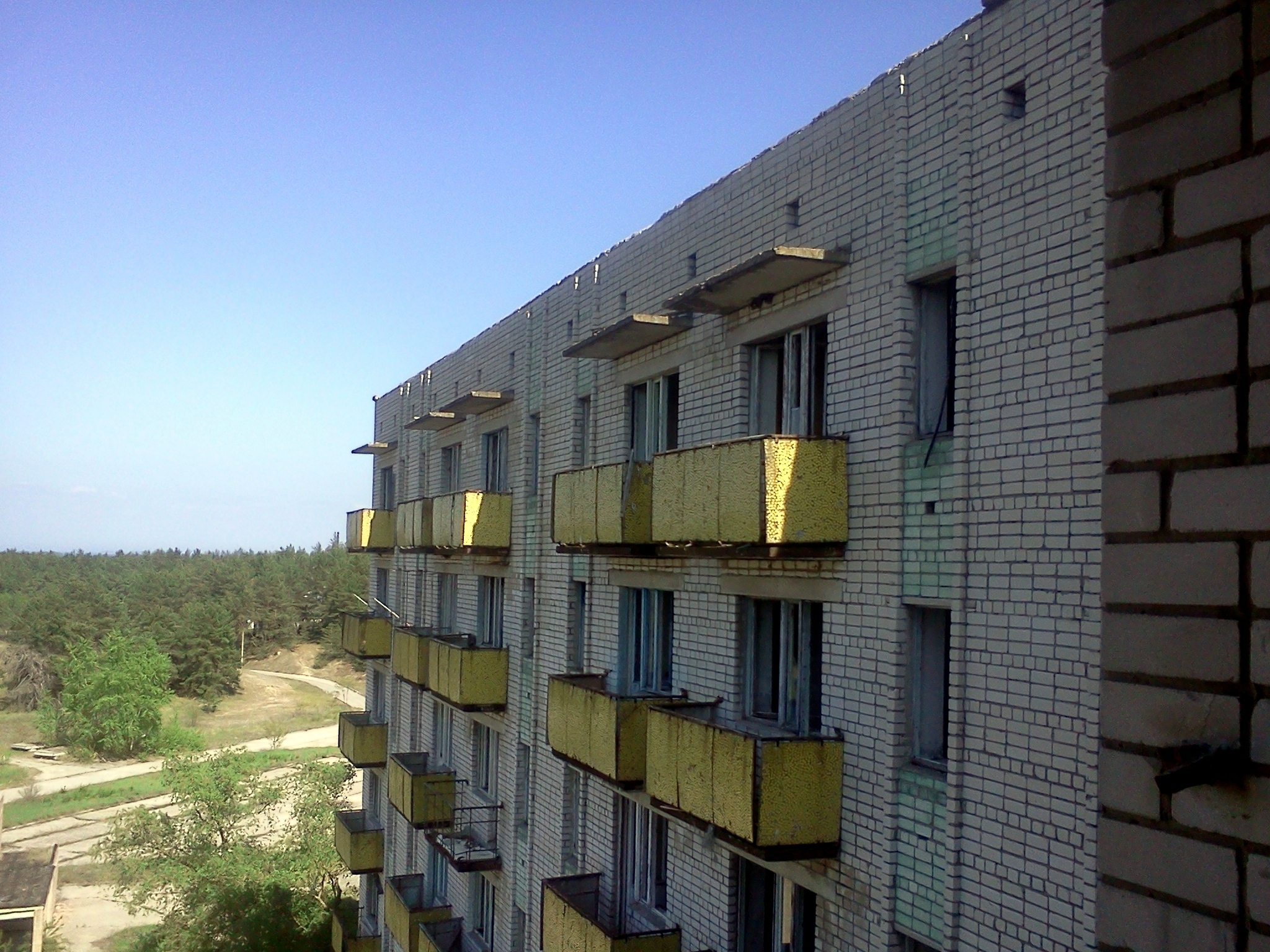
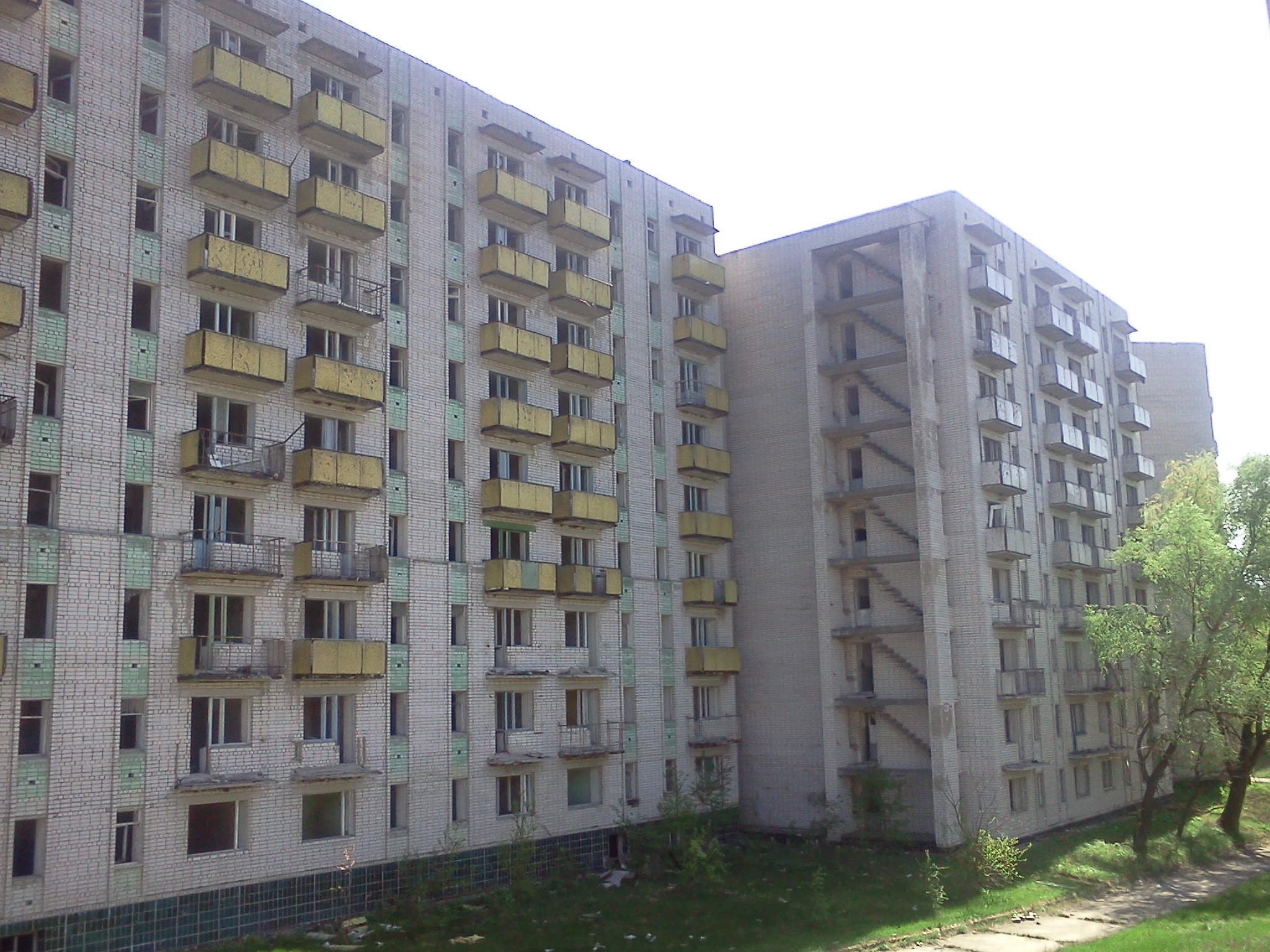
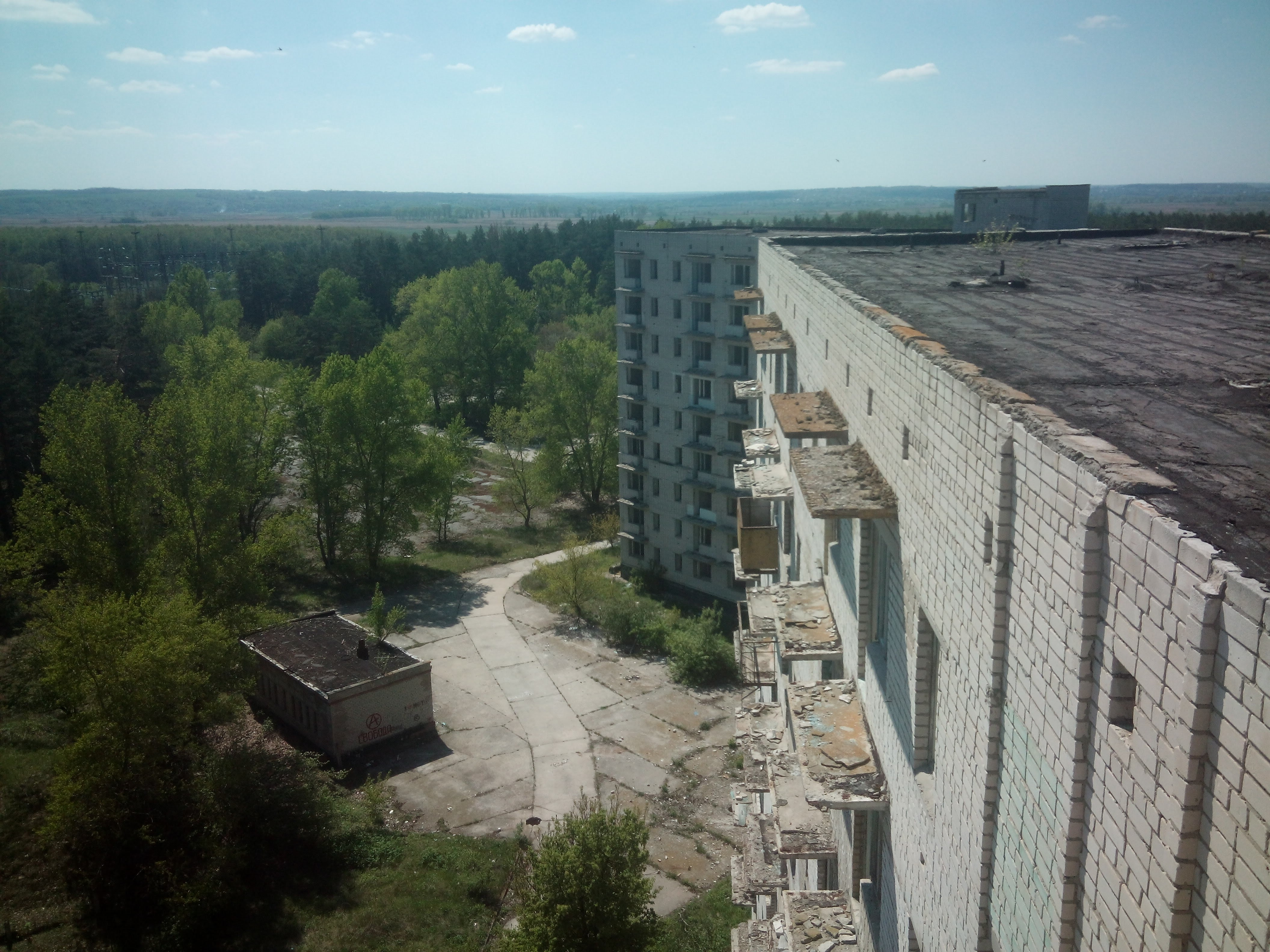
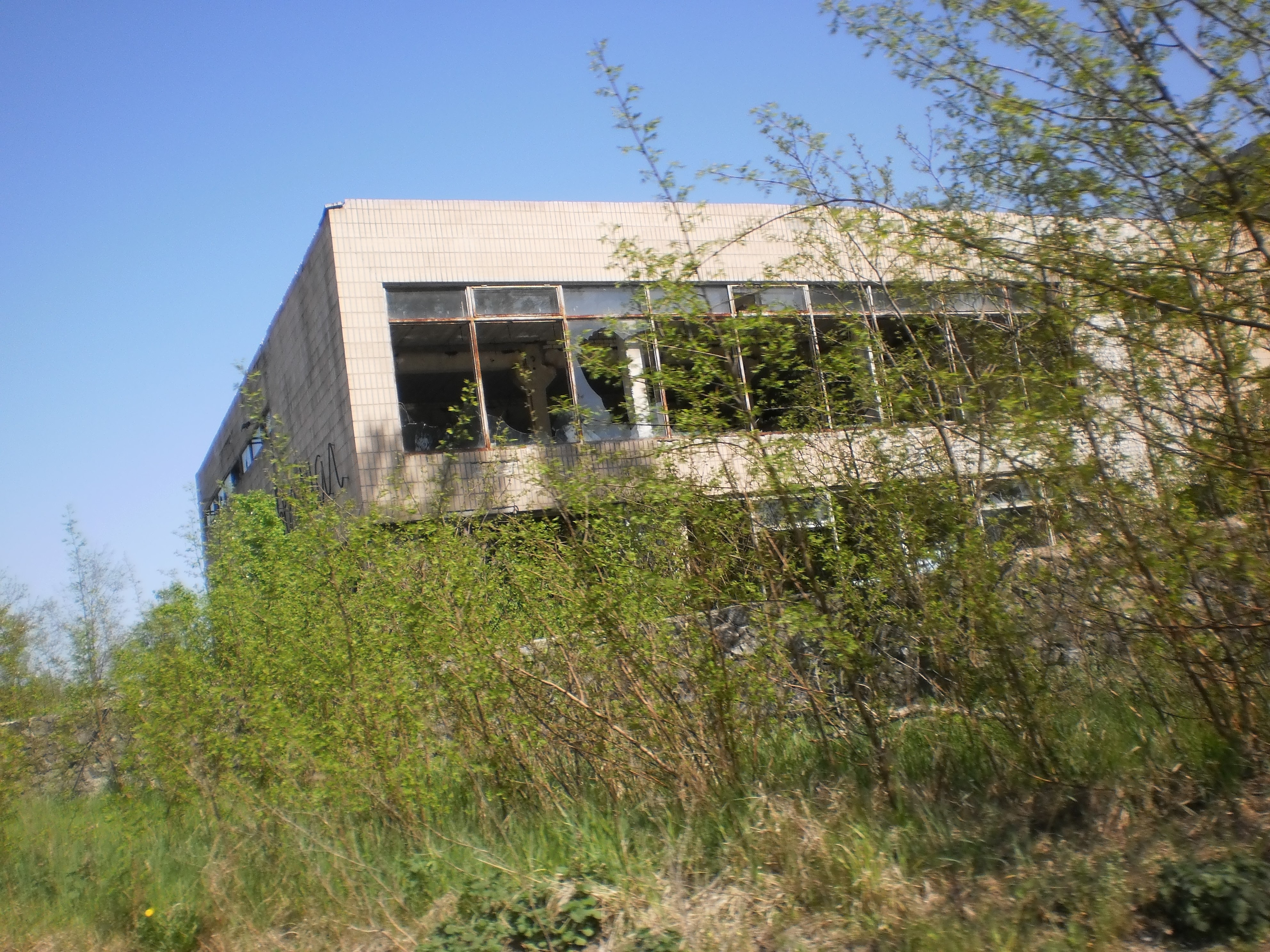
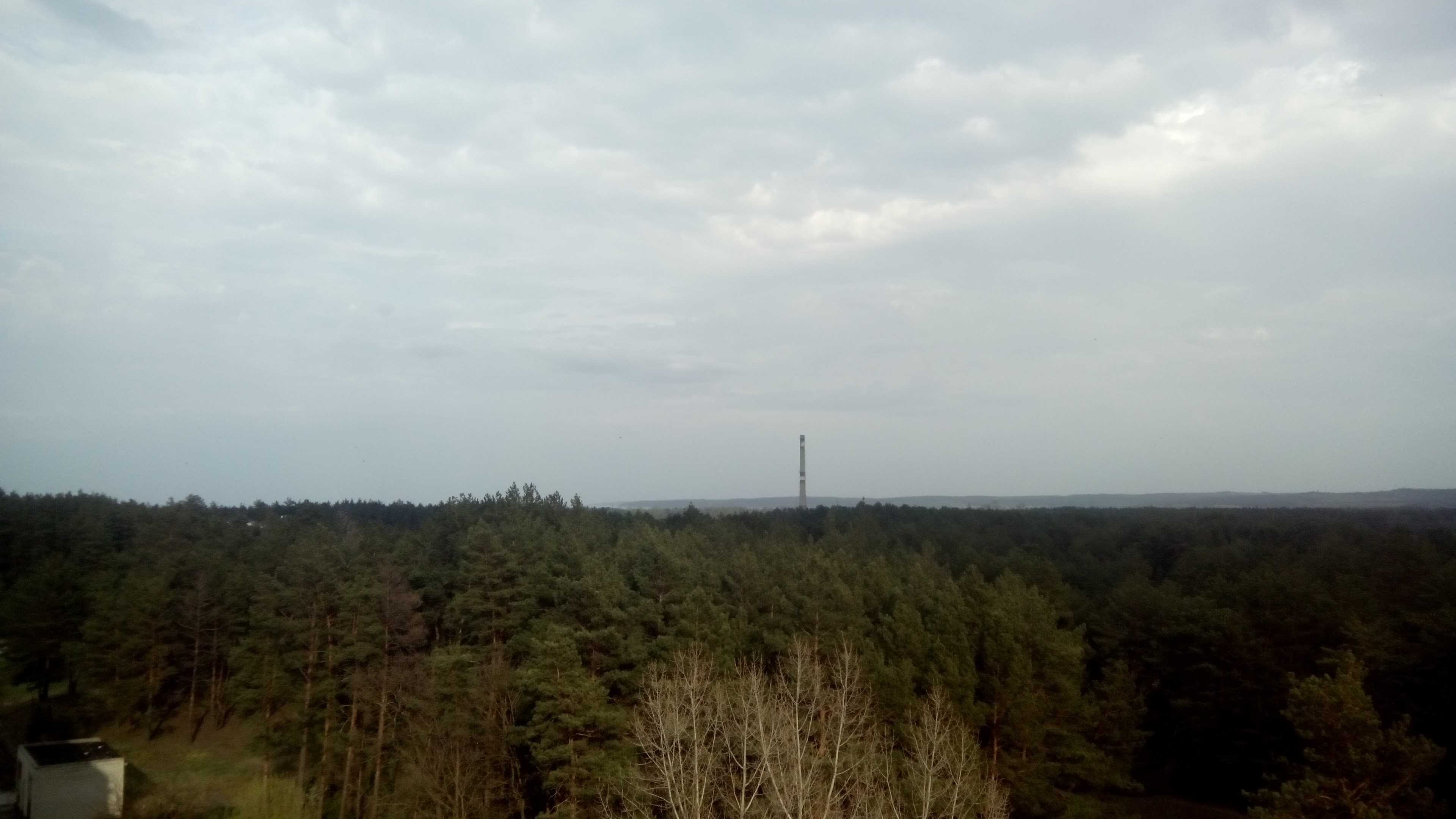
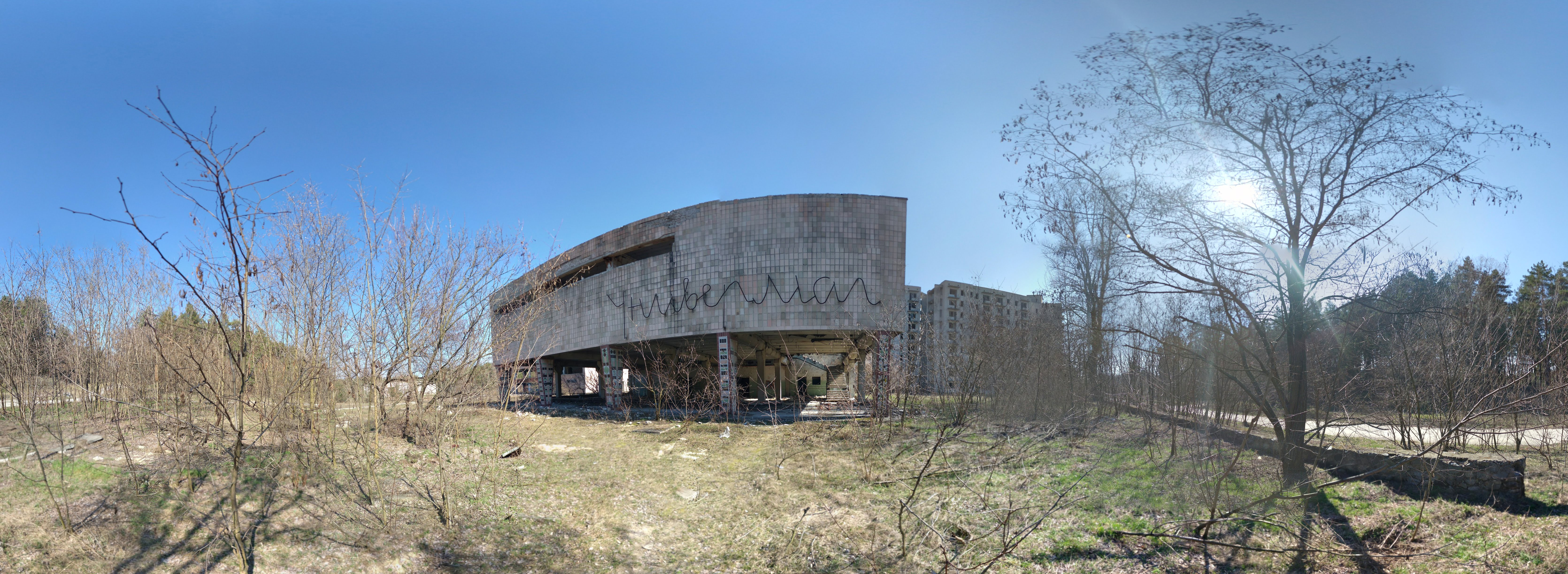
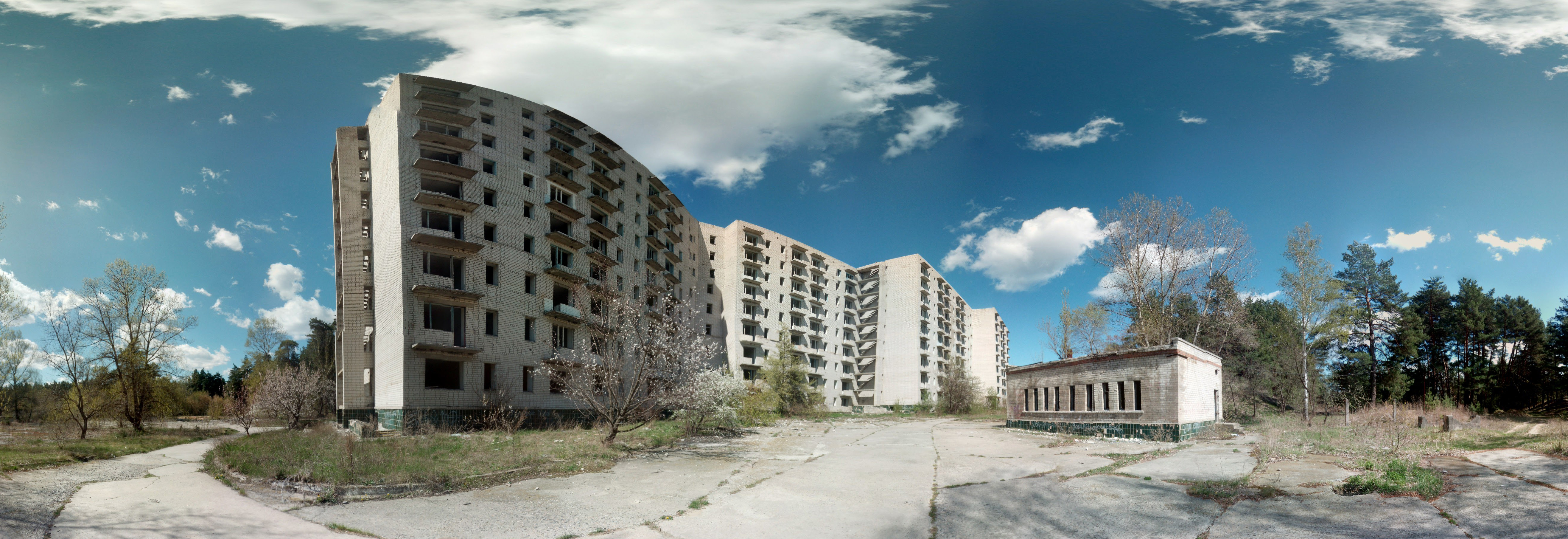
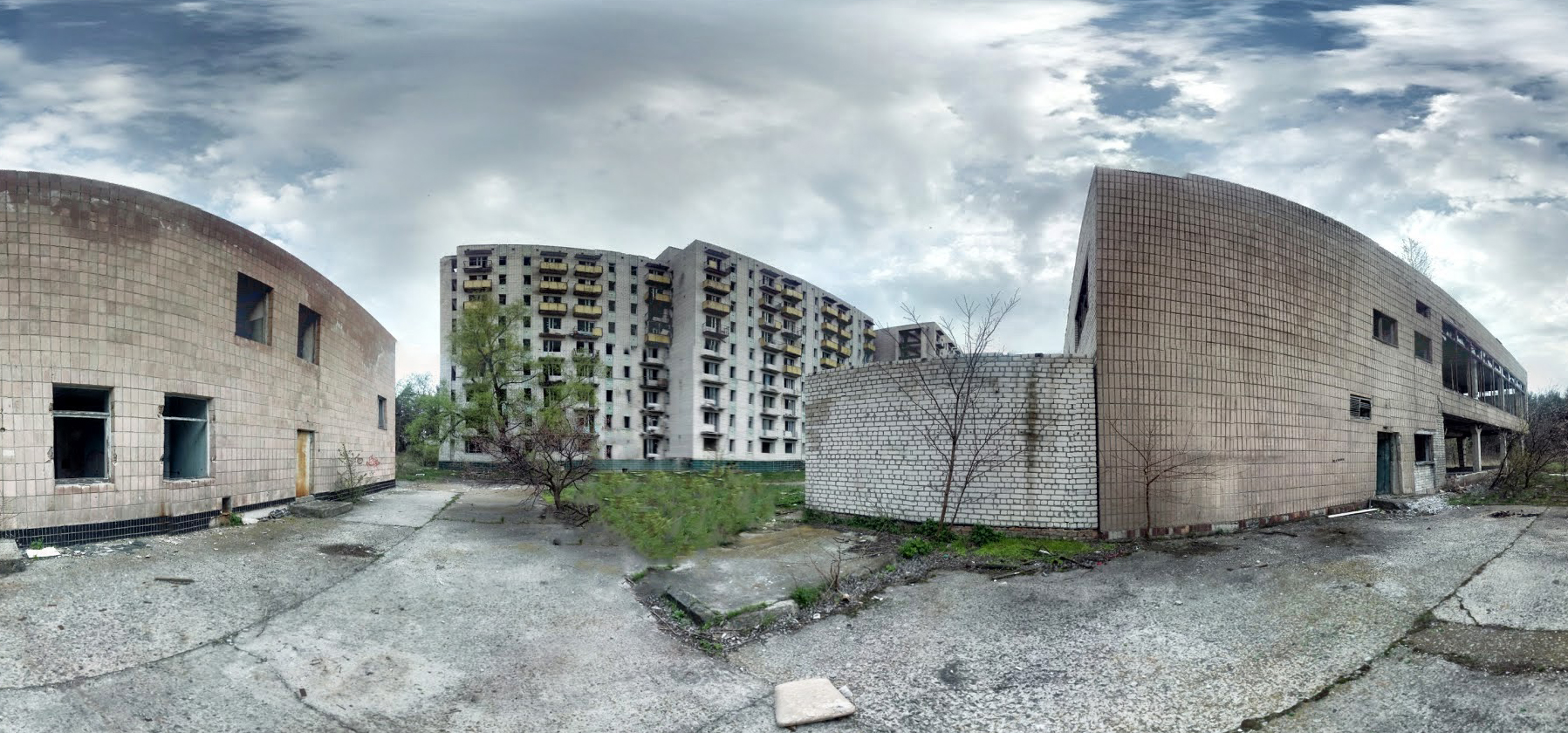
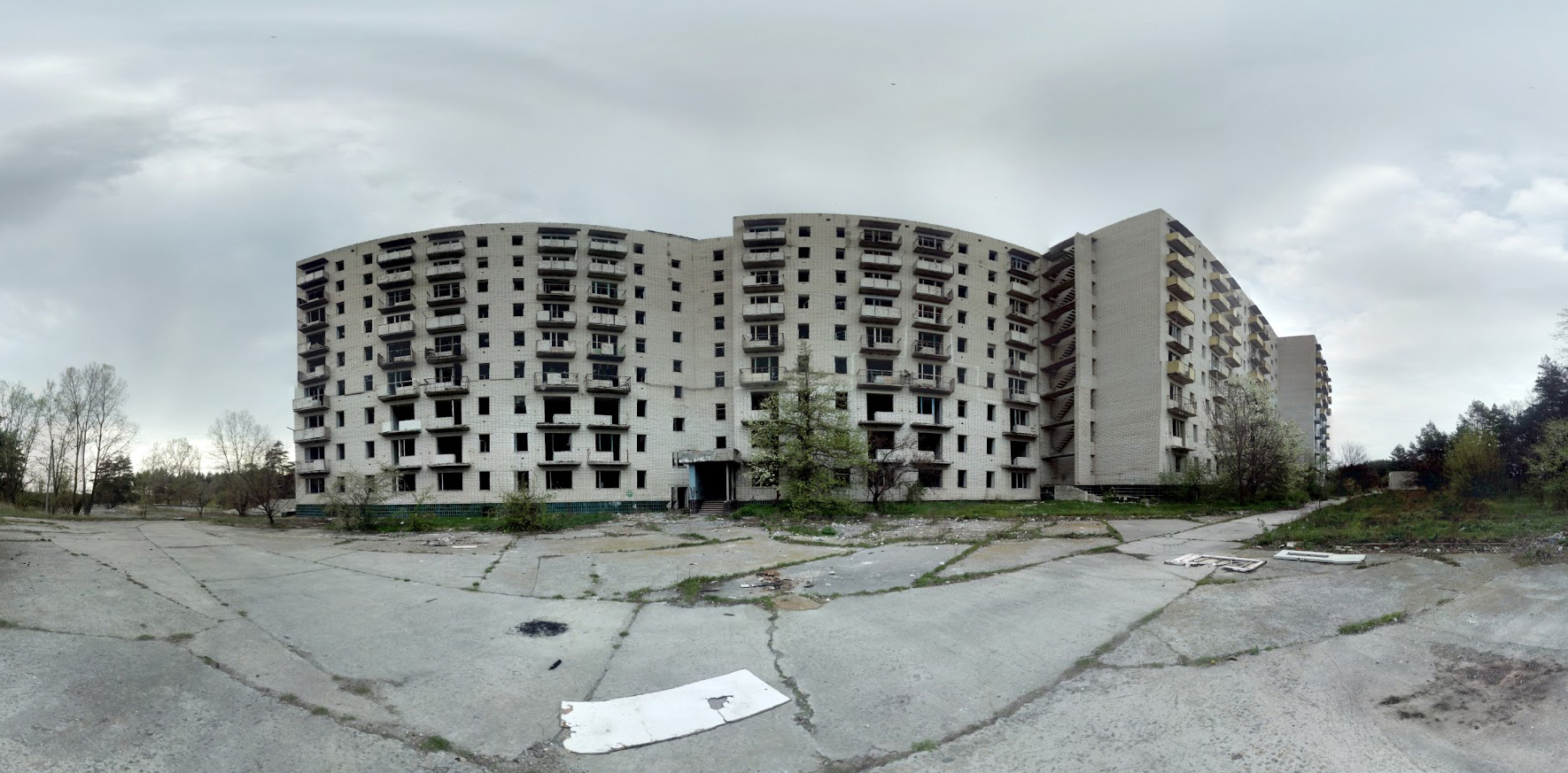
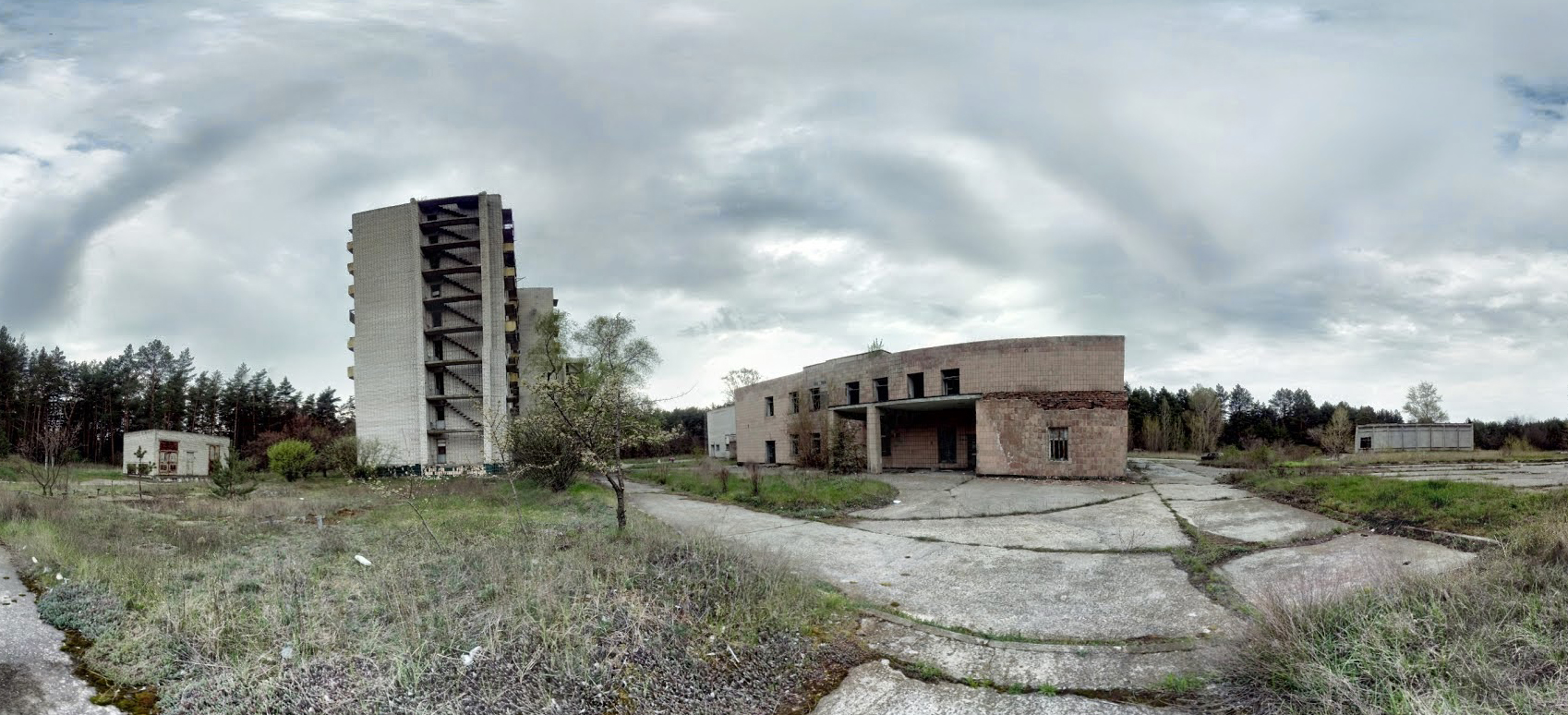
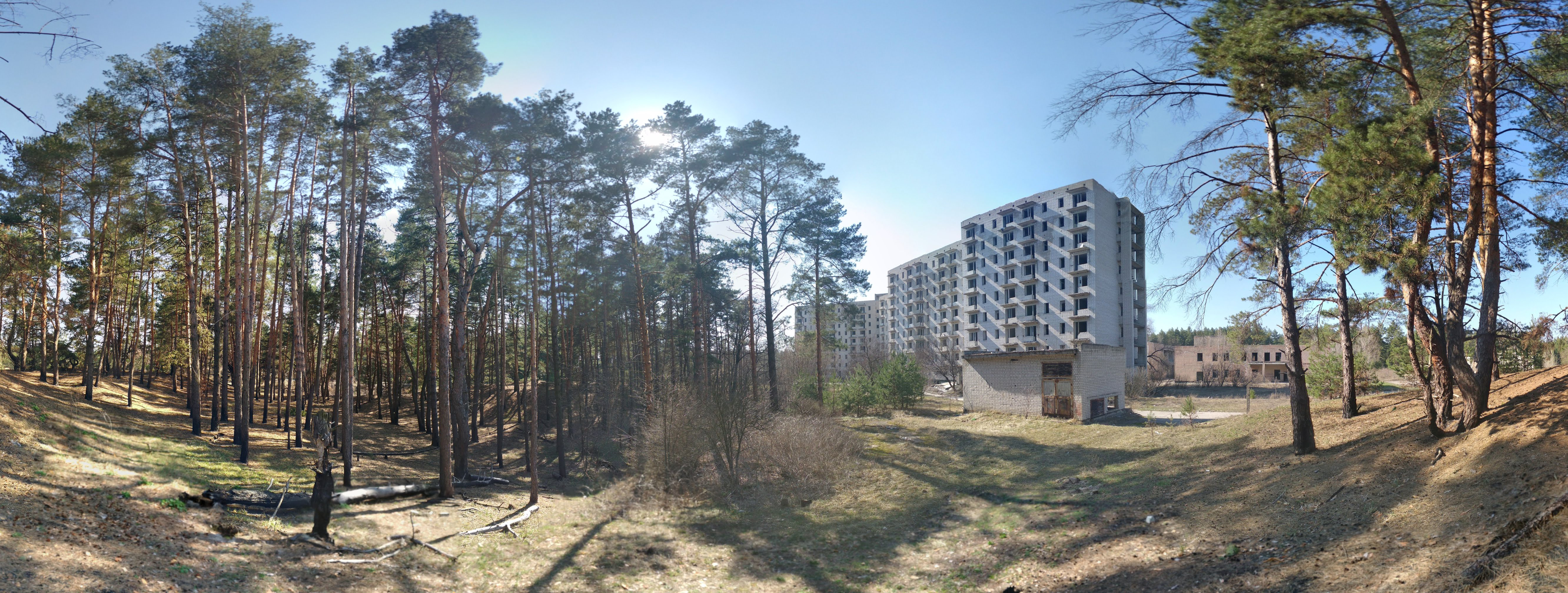
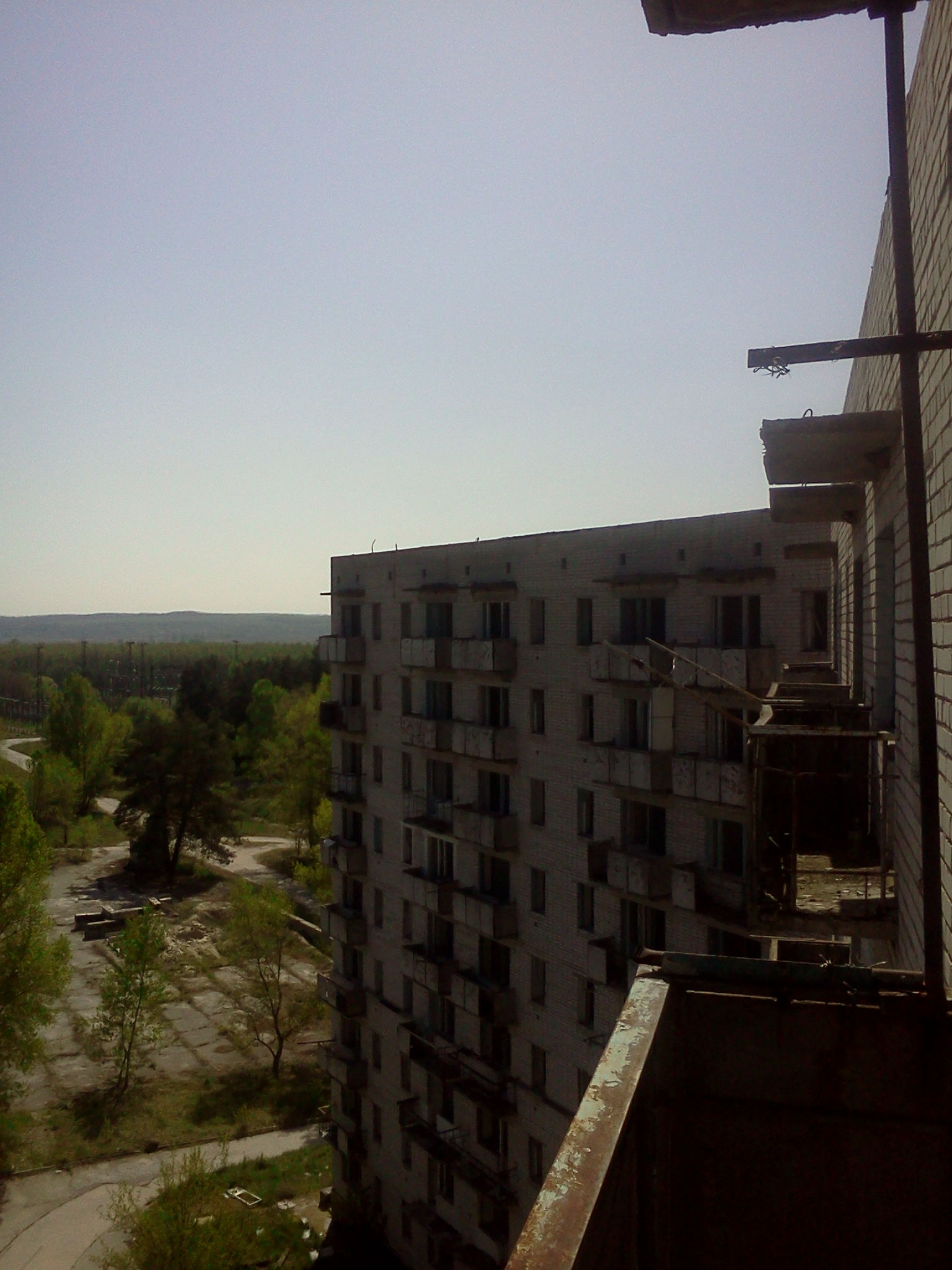
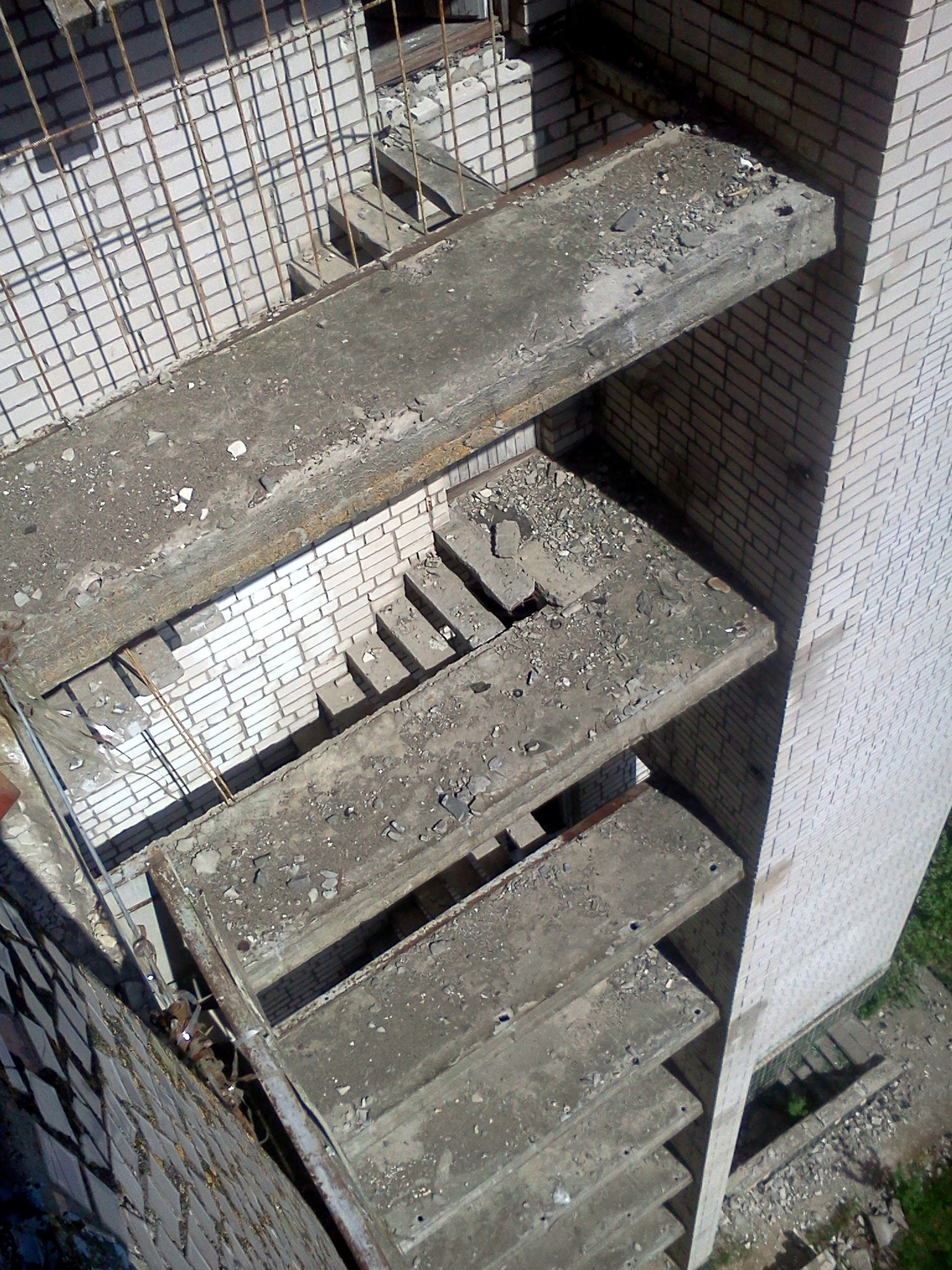
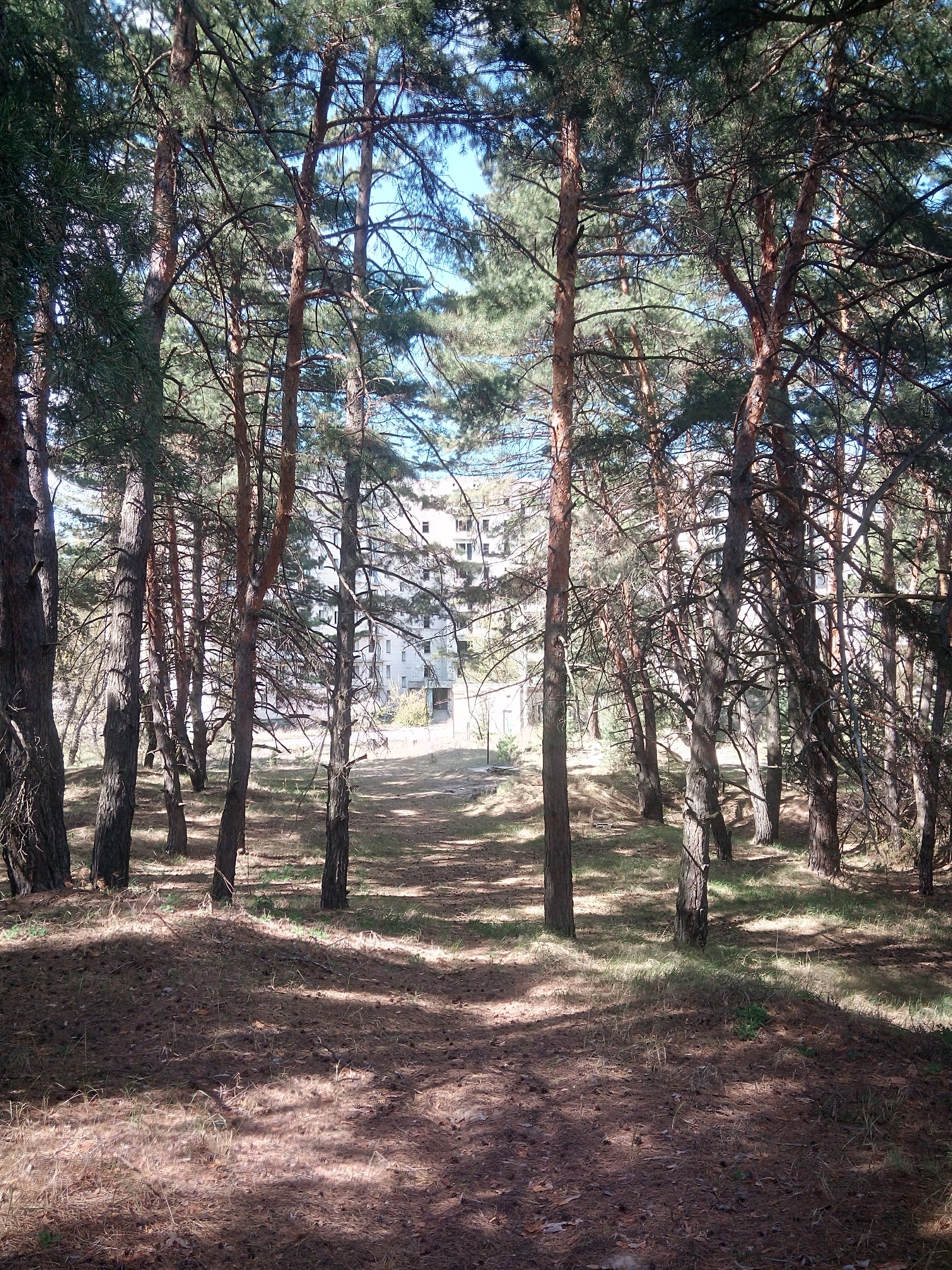
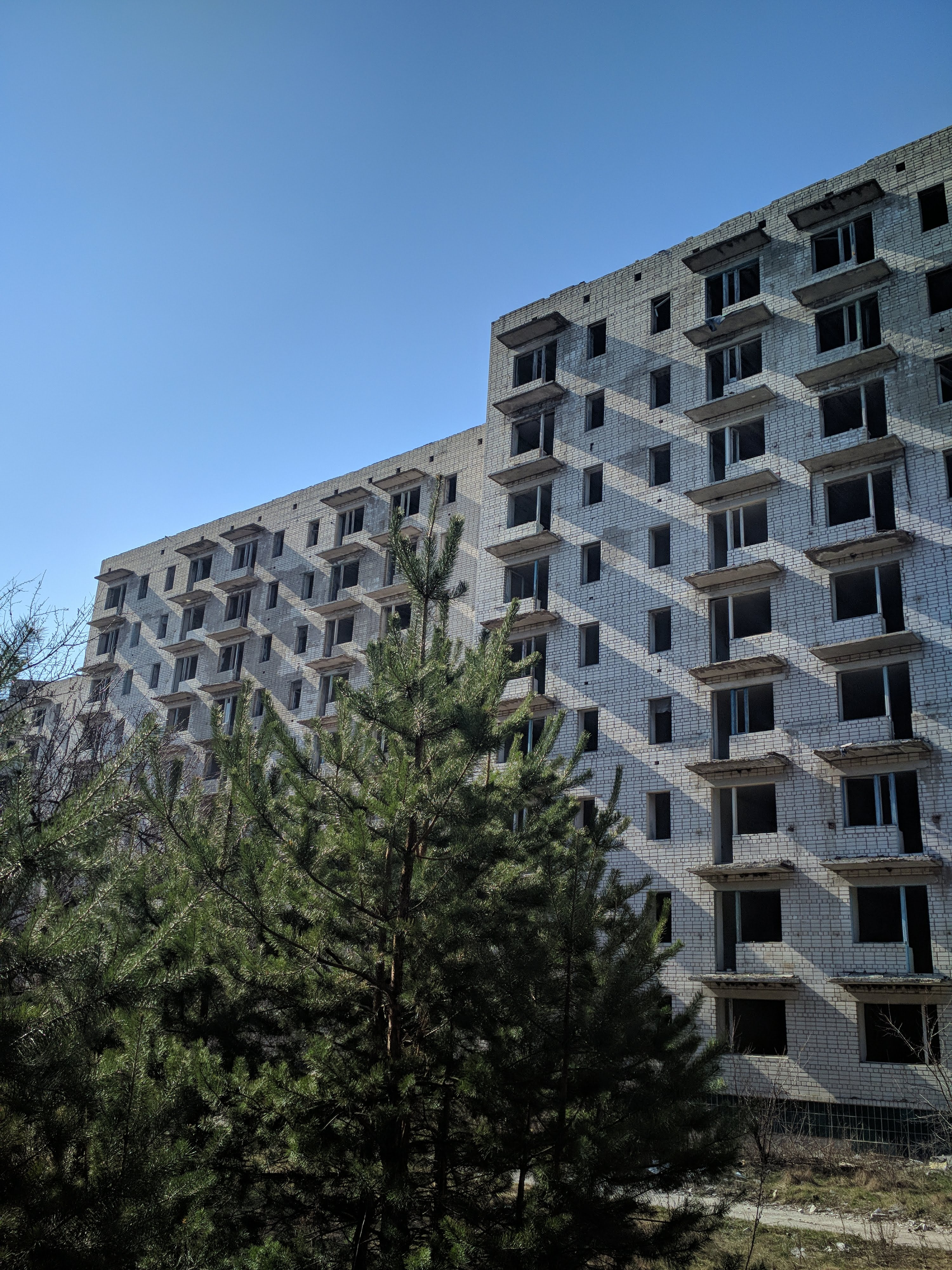
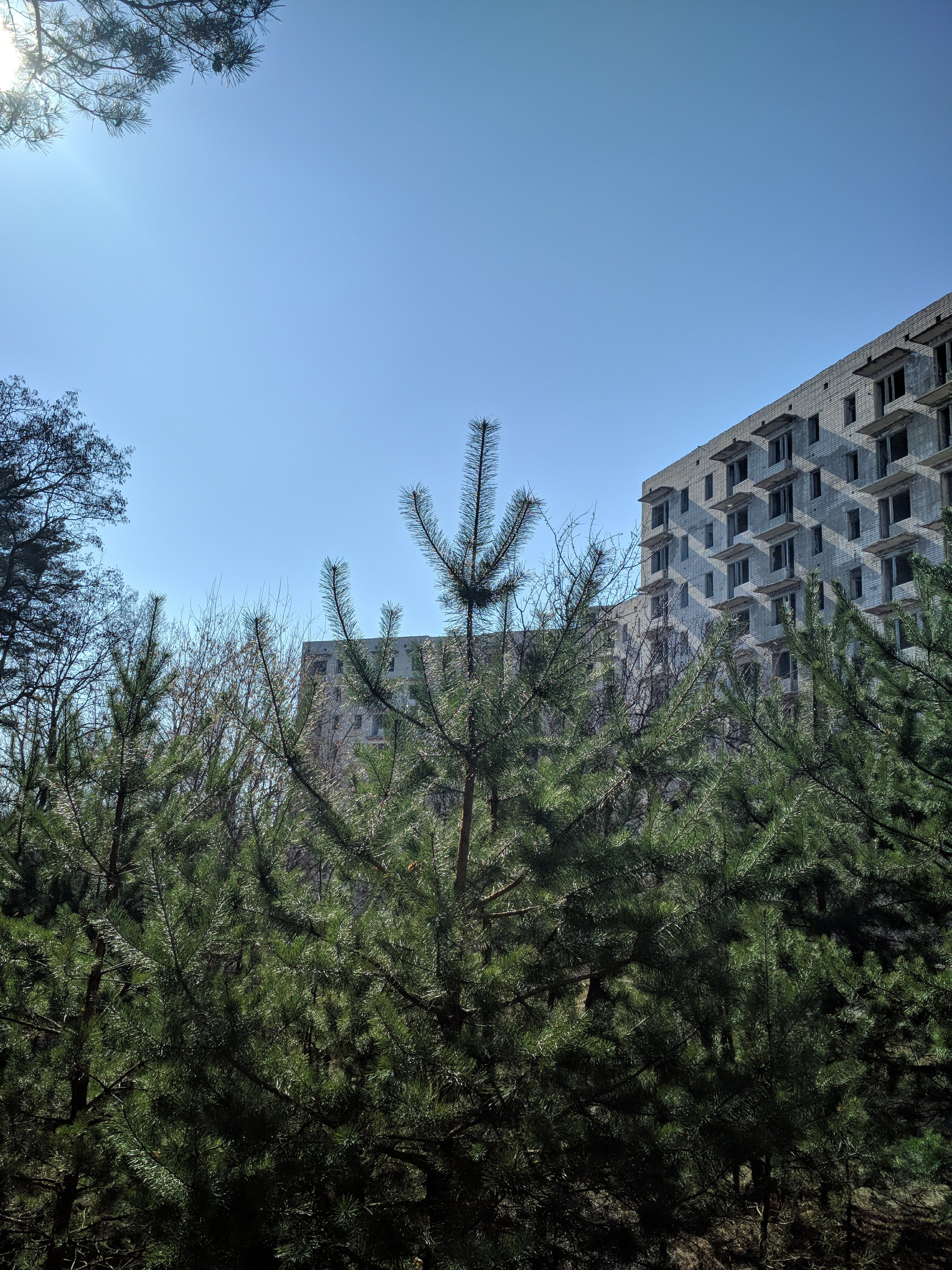